# Dainius Steponavičius
Dainius Steponavičius (* 18. August 1971 in Jonava) ist ein litauischer Agrarwissenschaftler und Professor der Aleksandras-Stulginskis-Universität in Kaunas.

## Leben
Nach dem Abitur an der Mittelschule Jonava absolvierte Steponavičius 1996 das Diplomstudium der Agrartechnik als Ingenieur, 1998 das Masterstudium der Agrartechnik und 2008 das Masterstudium der Ökologie und Umweltkunde an der Lietuvos žemės ūkio universitetas. Von 1998 bis 2000 arbeitete er im staatlichen Unternehmen VĮ „Pieno tyrimai“. Am 6. Mai 2006 promovierte Steponavičius über Korn-Separation (zum Thema Grūdų separacijos pro šiaudų sluoksnį ant klavišų intensyvinimo tyrimai) im Ingenieurwesen der Mechanik an der Kauno technologijos universitetas. Von 2004 bis 2005 war er Assistent an der Universität. Von 2005 bis 2007 lehrte Steponavičius als Lektor und ab 2007 als Dozent sowie leitete den Lehrstuhl für Agrarmaschinen an der Litauischen Landwirtschaftlichen Universität. Jetzt leitet er als Direktor das Institut für Ingenieurwesen und Sicherheit der Landwirtschaft der Fakultät für Ingenieurwesen der Landwirtschaft und lehrt als Professor an der Aleksandras-Stulginskis-Universität.

## Familie
Sein Vater war Fabijonas Steponavičius (1950–2004). Seine Mutter ist Aldona Steponavičienė (Palubeckaitė), Vorschulpädagogin. Dainius Steponavičius hat zwei Schwestern.
Steponavičius ist verheiratet mit Aušra Povilaitytė.